# Current AI
Current AI est une association créée à l'occasion du Sommet pour l'action sur l'intelligence artificielle (Paris, février 2025), avec trois entreprises de la Tech : AI Collaborative, Google et Salesforce, et trois fondations : John D. and Catherine T. MacArthur Foundation, Patrick J. McGovern Foundation et The Ford Foundation ; onze personnalités de sociétés concernées par le secteur de l'IA ont signé une lettre ouverte en faveur de ce partenariat, dont Reid Hoffman (LinkedIn), Clément Delangue (Hugging Face), Arthur Mensch (Mistral AI), Eléonore Crespo (Pigment) et Fidji Simo (Instacart). Le président de la république Emmanuel macron a annoncé que la France, dans le cadre de sa Stratégie nationale pour l'intelligence artificielle injecterait 400 millions d'euros dans ce projet qui vise à réunir un fonds de 2,5 milliards de dollars en 5 ans, pour faire émerger une IA au service de l'intérêt général, s'appuyant sur un accès élargi à des ensembles de données publics et privés de qualité, en produisant des communs numériques, open source et respectant le développement durable, sous le contrôle d'outils de mesure de l'impact socio-environnemental de l'IA.

## Dénomination
L'expression Current AI désigne globalement l'état actuel des technologies et des recherches en intelligence artificielle (IA), pouvant englober les avancées récentes, les applications pratiques, les défis et les perspectives futures de l'IA.

### Contexte stratégique et géopolitique
Depuis sa ré-émergence au milieu des années 2010, après deux hivers de l'IA, et avec l'apparition de l'IA générative permise par des avancées majeures en apprentissage automatique et en capacité de traitement de grandes quantités de données, l'IA est brusquement devenue un enjeu stratégique majeur pour les gouvernements, entreprises, armées et de nombreuses organisations et populations dans le monde entier.
Sept ans après la Déclaration de Montréal pour un développement responsable de l'intelligence artificielle (4 décembre 2018) ; deux ans après le sommet de Londres dédié à la sûreté de l'IA (en novembre 2023), le Sommet pour l'action sur l'intelligence artificielle (SAIA), qui s'est tenu à Paris en février 2025, réunissant des experts, des décideurs et entreprises pour discuter des implications, objectifs et besoins de régulations de l'IA, a promu une IA éthique, inclusive, ouverte (open source) et alignée, qui reste encore à construire, dans le contexte complexe des défis géopolitiques exacerbés ou accélérés par l'IA.
Les personnalités présentes au sommet de paris ont souligné l'importance de la collaboration internationale pour éviter une concentration excessive du marché de l'IA et pour garantir que les avancées technologiques profitent à tous. Narendra Modi, le Premier ministre indien, a défendu dans son discours introductif l'importance de l'open sourcepour l'IA, soulignant que cela pouvait réduire les inégalités d'accès aux technologies avancées, dont pour les pays du Sud.

### Historique
En 2025, 0nze personnalités de licornes du secteur ou sociétés concernées par le secteur de l'IA ont signé une lettre ouverte en faveur de ce partenariat, dont Reid Hoffman (LinkedIn), Clément Delangue (Hugging Face), Arthur Mensch (Mistral), Eléonore Crespo (venue du Capital-risque et actuelle directrice de Pigment, une startup licorne produisant un logiciel de planification stratégique) et Fidji Simo (Instacart).

### Enjeux
Sur la page d'accueil du nouveau site Internet de Current AI : figure cette introduction : « Et si l’IA était conçue en fonction des besoins des gens ? Imaginez un avenir où les communautés, de Lagos à Lima, façonnent la technologie pour résoudre les défis locaux. L’IA d’intérêt public garantit l’équité, les opportunités et la sécurité, créant ainsi un monde où l’innovation est au service de tous ». 
Parmi les enjeux de l'IA les plus cités aux Sommets de Londres, puis de Paris figurent :
- le problème des Biais et de l'équité : Les systèmes d'IA et leurs LLM reflètent et amplifient parfois les biais présents dans leurs données d'entraînement, posant des problèmes d'équité et de discrimination ;
- l'Explicabilité : les réseaux de neurones profonds sont souvent des "boîtes noires" rendant difficile l'étude, l'interprétation et la vérification de leurs choix (et donc l'émergence d'une intelligence artificielle digne de confiance) ;
- la sécurité et la sûreté des intelligences artificielles : faute de robustesse et de fiabilité, les systèmes d'IA prête encore le flanc aux attaques adversariales ou pourraient par erreur mettre en péril d'autres systèmes et organisations en dépendant ;
- l'éthique du numérique et en particulier éthique de l'intelligence artificielle où se posent de nouvelles questions, dont en termes de confidentialité et surveillance de l'IA, d'empreinte écologique, d'impacts sur l'emploi et la démocratie, alors que les technologies de l'IA se développe plus largement et plus vite que la réglementation de l'intelligence artificielle ;
- la soutenabilité de l'IA

## Objectifs
Current AI affiche le projet de « réorganiser le paysage de l'IAg (Intelligence artificielle générative) en développant et en soutenant des initiatives qui servent l'intérêt public, notamment sur le sujet de la qualité de la donnée », afin de développer des IA plus intelligentes, utiles, sûres et plus équitables, et garantissant des bénéfices technologiques accessibles à tous.
Selon l'Usine Digitale : « la mission principale de ce projet consiste à élargir l'accès à des ensembles de données publics et privés de qualité, il y a également un volet sur les communs numériques avec un investissement dans des outils et infrastructures open source ainsi qu'un volet développement durable avec la mise en place de systèmes permettant de mesurer l'impact social et environnemental de l'IA ». Le priorités affichées par le projet (santé, diversité linguistique, science, confiance, sécurité...) « font écho à l'AI Act notamment ».

## Budget
La France annonce au Sommet de Paris de février 2025 un soutien de 400 millions d'euros, selon Martin Tisné abondé pour moitié environ par des contributions financières directes, et pour le reste par des fonds alignés, « c'est-à-dire différents financeurs qui travaillent sur des objectifs partagés ».

### Suite et perspectives
Les perspectives issues du sommet incluent une centaine d'actions et engagements concret annoncés et présentés comme susceptibles de favoriser une IA de confiance et accessible à tous. La France a également annoncé un plan d'investissements privés à hauteur de 109 milliards d'euros dans l'IA. L'initiative européenne InvestAI vise à mobiliser 200 milliards d'euros d'investissements.
Le premier projet annoncé (au Sommet de Paris) est ROOST (Robust Open Online Safety Tools), un projet d'infrastructure de sécurité évolutive et interopérable, porté (incubé) par l'institut de politique mondiale de l'école des affaires internationales et publiques (SIPA) de l'Université de Columbia, présidé par Camille François .
Alors que les recherches en IA se poursuivent activement dans le monde, Current IA affiche une volonté d'avancer vers des IA plus transparentes, collaboratives et équitables. Les domaines prometteurs incluent :
- IA explicable : Développer des méthodes pour rendre les modèles d'IA plus transparents et interprétables.
- IA collaborative : Créer des systèmes capables de mieux interagir avec les humains et de collaborer de manière efficace.
- IA générale : La quête pour développer une intelligence artificielle générale (AGI) qui pourrait accomplir une variété de tâches au niveau humain.